# Return to Paradise (1998)
Return to Paradise is een film uit 1998 geregisseerd door Joseph Ruben, geschreven door Wesley Strick en Bruce Robinson met in de hoofdrollen Anne Heche, Vince Vaughn en Joaquin Phoenix. Return to Paradise is een remake van de in 1989 uitgebrachte Franse film Force majeure.

## Verhaal
Return to Paradise  begint met een mini-film van een vakantie in Maleisië.
De drie belangrijkste mannelijke personages in de film hebben een geweldige tijd. De drie mannen, Lewis McBride (Joaquin Phoenix), Sheriff (Vince Vaughn) en Tony (David Conrad) hebben een strandhuis op het eiland "paradijs". De jonge mannen worden bijna overreden door een auto, hierbij vallen zij gezamenlijk en loopt de gehuurde fiets die zij bereden schade op. 
Tony en Sheriff besluiten om terug te keren naar New York, terwijl Lewis nog een tijdje in Maleisië wil verblijven. Terug in New York werkt Sheriff als chauffeur en Tony als architect.
Twee jaar later deelt een jonge advocate genaamd Beth (Anne Heche), Tony en Sheriff mee dat hun vriend Lewis de afgelopen twee jaar in de gevangenis van Penang in Maleisië heeft doorgebracht. De man van wie zij de fiets hadden gehuurd bracht de politie mee. Deze vonden echter geen fiets, maar wel hasj. Ze onthult dat hij de doodstraf zal krijgen, tenzij een of beide van de mannen terug naar Maleisië gaan om daar de verantwoordelijkheid van de overtreding te delen. Beth verzekert de mannen dat zij niet in de gevangenis zullen lijden.
Na acht dagen, waarin een romance tussen Beth en Sheriff ontstaat, besluiten beide mannen om terug te keren naar Maleisië. Bij hun aankomst, lijkt alles goed totdat zij de gevangenis bezoeken om Lewis te zien.
Lewis lijkt psychologische schade te hebben geleden als gevolg van de zware gevangenhouding, hoewel hij niet is gemarteld of uitgehongerd zoals het geval is met andere gevangenen.
Als vervolgens uitkomt dat Beth de zus van Lewis is, besluiten de mannen om terug te vliegen naar huis. Sheriff volgt Tony, maar besluit op het punt van vertrekken om toch naar de rechtszaal te gaan waar Lewis terechtstaat voor de gevonden hasj.
De rechter (Patrick Teoh) lijkt door deze daad van moed en dapperheid van Sheriff over te willen gaan tot strafvermindering. Hij ontdekt echter een artikel van een Amerikaanse krant, waarin het Maleisische rechtssysteem wordt veroordeeld. Daarop besluit de rechter om het doodvonnis van Lewis te handhaven, ondanks Sheriffs beslissing om zijn deel van de verantwoordelijkheid te nemen.
Nadat Lewis is opgehangen, vertelt Beth aan Sheriff dat de procureur-generaal heeft gezegd dat de Maleisische regering hem binnen zes maanden, zodra de media-aandacht is verdwenen, zal vrijlaten.

## Rolbezetting
| Acteur             | Personage                  | Opmerkingen           |
| ------------------ | -------------------------- | --------------------- |
| Anne Heche         | Beth Eastern               | Zus van Lewis McBride |
| Vince Vaughn       | John 'Sheriff' Volgecherev | Chauffeur             |
| Joaquin Phoenix    | Lewis Mcbride              | Veroordeelde          |
| David Conrad       | Tony Croft                 | Architect             |
| Vera Farmiga       | Kerrie                     | Verloofde van Tony    |
| Jada Pinkett Smith | M.J. Major                 | Journaliste           |
| Nick Sandow        | Ravitch                    | Fotograaf             |
| Patrick Teoh       |                            | Rechter               |

## Prijzen en nominaties
- Csapnivalo Awards 2000: genomineerd voor beste actrice in hoofdrol (Anne Heche) en beste mannelijke prestatie (Joaquin Phoenix)[2]